# Goldschmidtvilla (Radebeul)
Die Goldschmidtvilla, auch Mon Repos, Villa Monrepos beziehungsweise Haus der Kunst, war eine herrschaftliche Villa Auf den Bergen 9 im Stadtteil Niederlößnitz der sächsischen Stadt Radebeul. Das unter Denkmalschutz stehende Wohnhaus leitet seinen Namen von dem Eigentümer Joseph Goldschmidt her, einem Berliner Bankier jüdischen Glaubens. Zu dem Besitz gehörten auch das danebenstehende Fachwerkhaus Auf den Bergen 11 sowie das Haus des Gärtners (Dr.-Rudolf-Friedrichs-Straße 25). Haus und Grundstück liegen in der Weinbaulage Radebeuler Steinrücken sowie im Denkmalschutzgebiet Historische Weinberglandschaft Radebeul, dazu auch im Landschaftsschutzgebiet Lößnitz. Das Haus stand als Haus der Kunst bereits zu DDR-Zeiten unter Denkmalschutz.

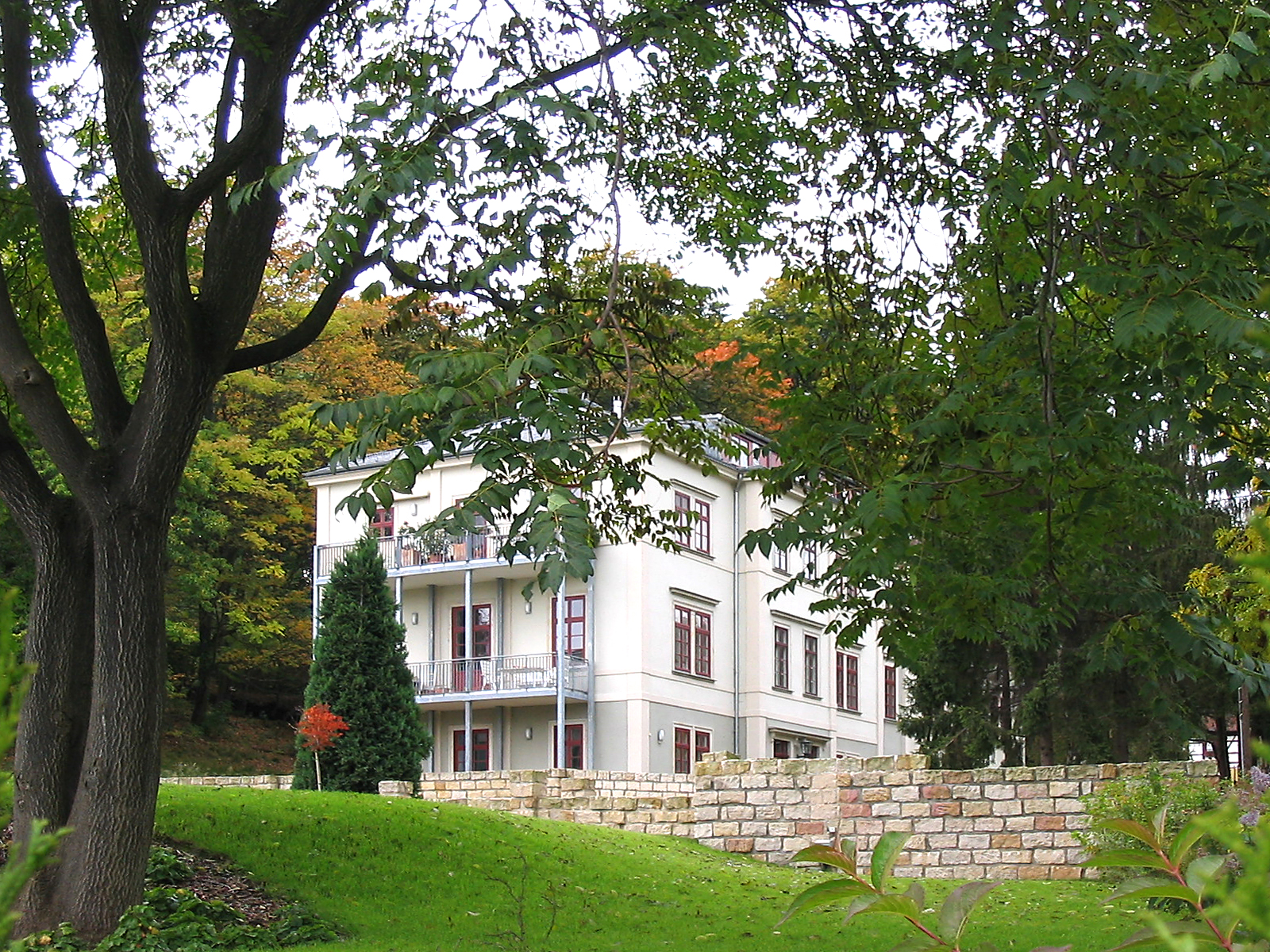
Goldschmidtvilla, Blick von Osten

Die Goldschmidtvilla ist heute im Privatbesitz; das 2005 sanierte Bauwerk wird seitdem als Mehrfamilienhaus genutzt. Der Weg Auf den Bergen ist Teil des sächsischen Weinwanderwegs.

## Beschreibung

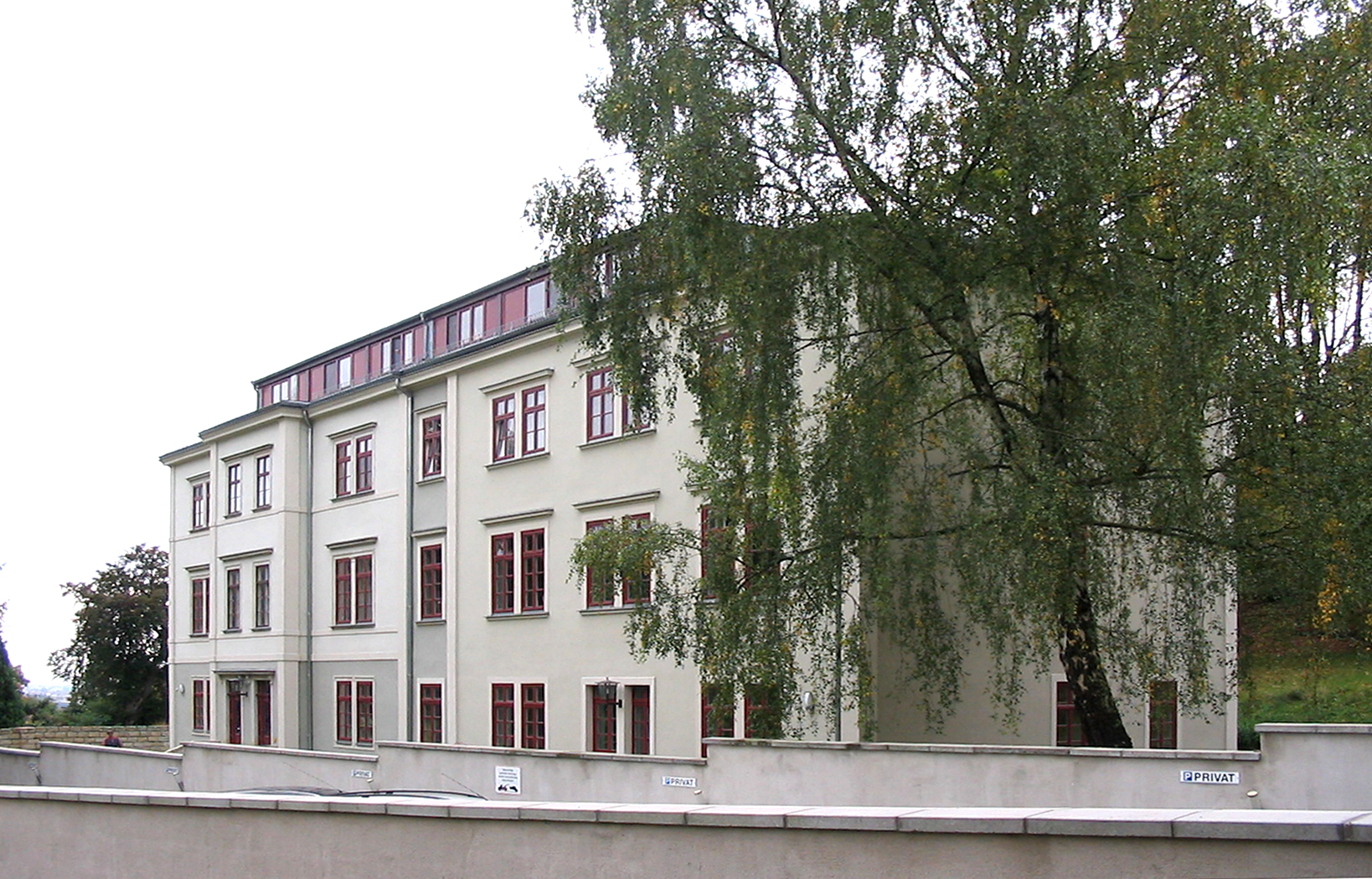
Goldschmidtvilla, Blick von Westen

Das Hauptgebäude, die ehemalige herrschaftliche Villa, stellt sich heute als schmuckloses, dreigeschossiges Gebäude mit einem flachen Walmdach dar, geprägt durch starke, spätere Umbauten.
Der Putz wird durch Lisenen gegliedert. Der Zugang erfolgt über eine kleine Freitreppe durch zwei nebeneinander liegende Türen mit Verdachung. Auf der Rückseite steht ein polygonal hervortretender Standerker. Lediglich das säulengestützte Treppenhaus im Inneren ist noch weitgehend im Ursprungszustand erhalten.
Das weitläufige Parkgrundstück wird von einer Bruchsteinmauer eingefriedet.

## Geschichte

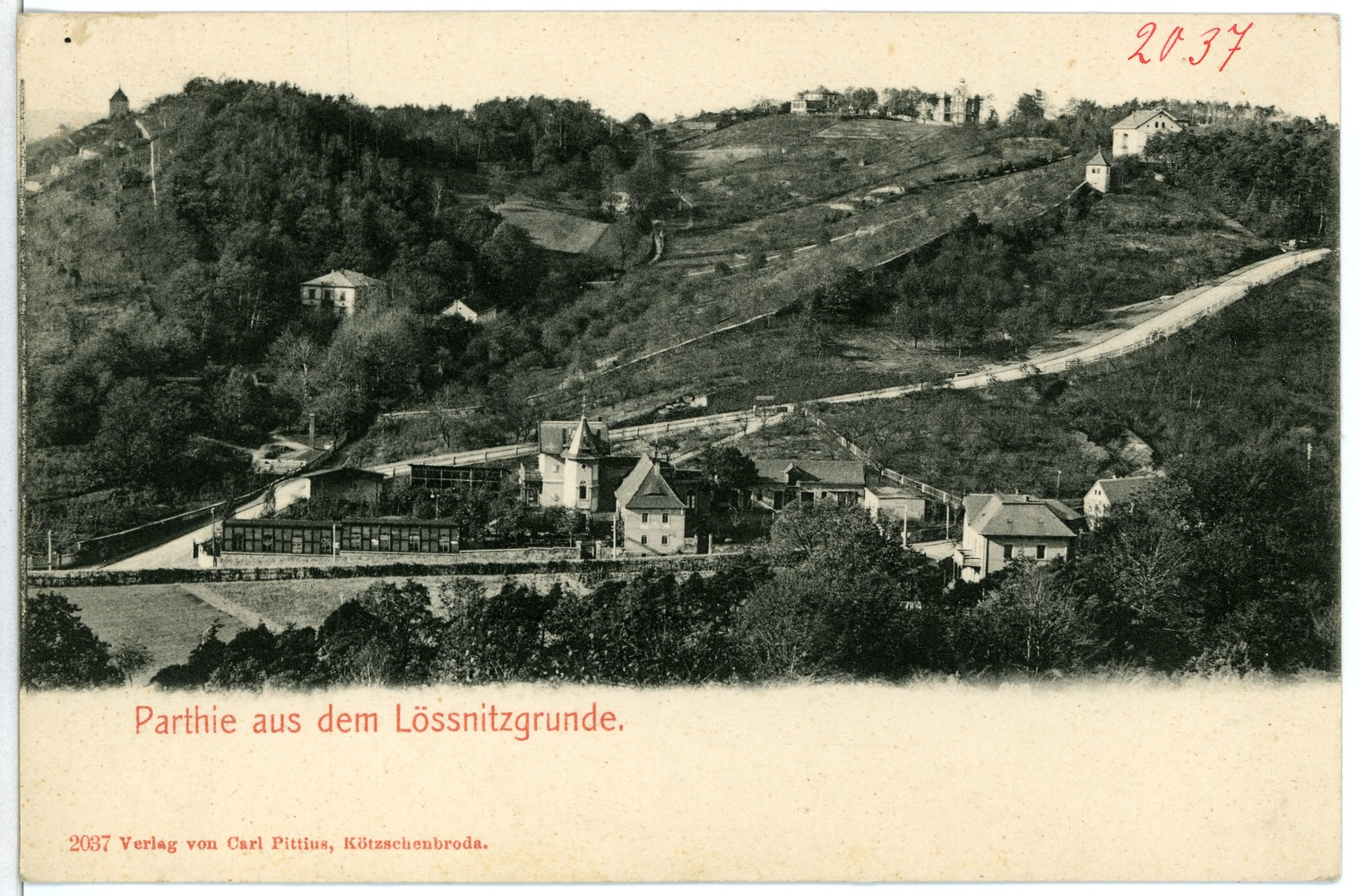
Gasthaus Jägerhof von Osten (links unten), links oben die Goldschmidtvilla, in der Bildmitte Haus Barnewitz. Der Weinberg Paradies ist nach der Reblauskatastrophe verbuscht (1901).

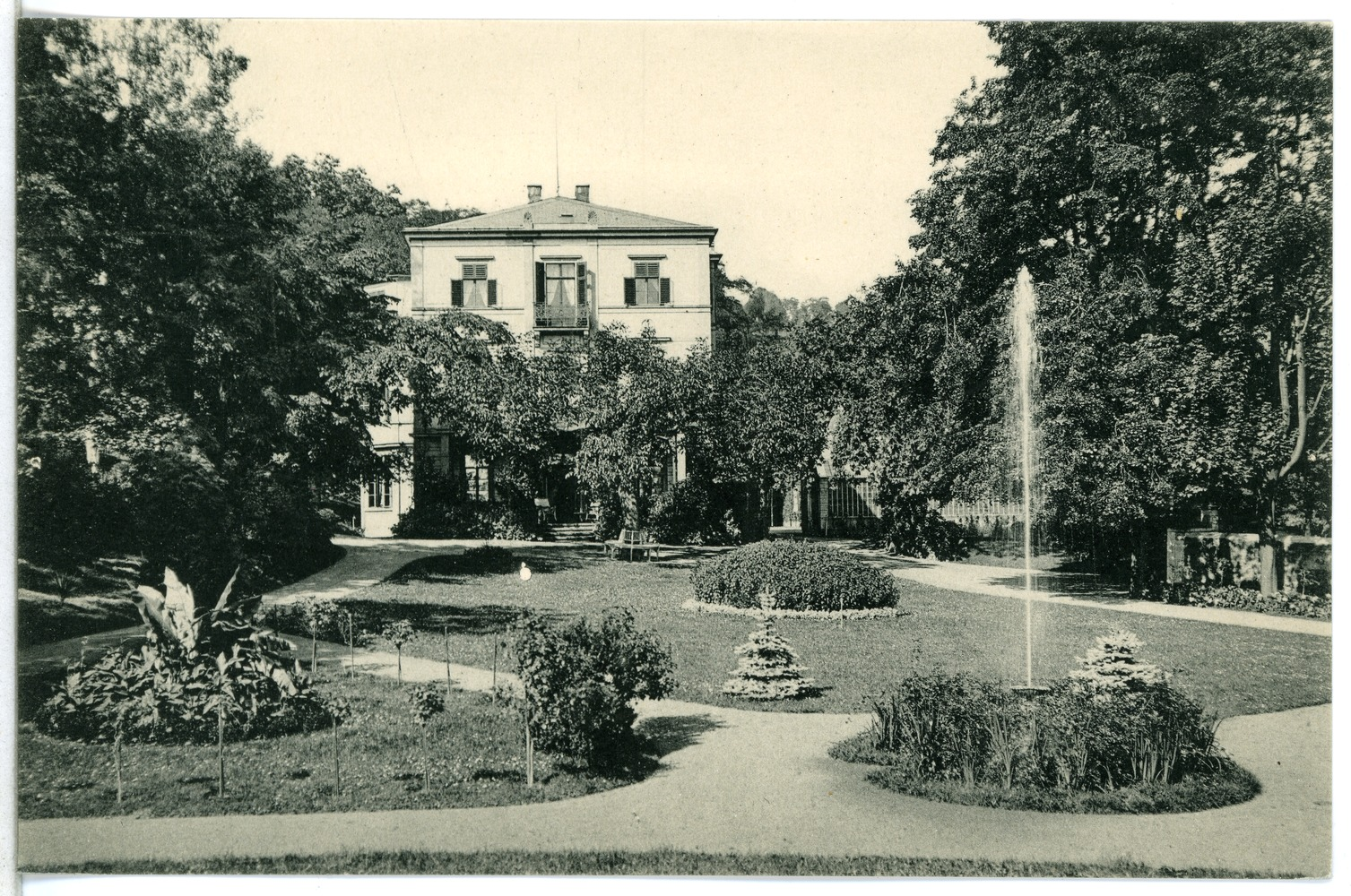
Villa Monrepos mit Garten, von Osten, 1911

Mitte des 19. Jahrhunderts gehörte das ausgedehnte Weinbergsgrundstück mit einigen älteren Gebäuden, ebenso wie das nahegelegene Paradies, den Grafen von Hohenthal-Dölkau. Es handelte sich dabei um den nördlichen Teil des ehemals königlichen Eckbergs, zu dem auch die südlich gelegenen Grundstücke an der späteren Terrassenstraße gehörten.
Nachdem es seit Ende des 19. Jahrhunderts als Sommersitz im Besitz der Familie des Berliner Bankiers Joseph Goldschmidt war, beantragte dieser 1892 über den Architekten und Baumeister Adolf Naumann den Bau eines Gewächshauses. 1893 folgte der Bau des Gärtnerhauses. 1894 entstanden dort durch den Bauunternehmer Carl Georg Semper anstelle eines Winzerhauses eine repräsentative Villa im Schweizerstil nach dem Entwurf von Adolf Neumann sowie ein parkartiger Garten mit Wasserspielen.
Mit der Region ihres Sommersitzes verbunden, stiftete die Familie 1908 eines der vier Buntglasfenster für das Treppenhaus in der Niederlößnitzer Volksschule. 1936 wurde bei diesem Fenster der Stiftername entfernt.
Der in Berlin lebende Curt Goldschmidt (geboren 1878 in Berlin, Sohn von Joseph Goldschmidt und Alleininhaber des Bankhauses Joseph Goldschmidt und Co.) erbte den etwa 10 Hektar großen Sommersitz. 1912 pflanzte er dort 5000 Reben, um die Reblauskatastrophe zu überwinden. Mit seiner Eintragung in das Adressbuch von 1915 unter der noch ungeteilten Adresse Lange Straße 25 (entsprechend Dr.-Rudolf-Friedrichs-Straße 25, heute nur noch für das Gärtnerhaus) ist auch der Häusername Villa Monrepos verknüpft. Die Familie Goldschmidt wurde nach der Machtergreifung der Nationalsozialisten von diesen verfolgt. Goldschmidt schaffte es, mit seiner Familie Mitte der 1930er Jahre nach Frankreich zu emigrieren. Die Villa und ihr ganzes Vermögen wurden der Familie 1938 geraubt, indem sie vom Staat konfisziert wurden. Die Villa ging an die Charlottenburger Wasser- und Industriewerke, genannt Charlotte-Wasser. Das Bankhaus Goldschmidt & Co war bis 1931 größter Einzelaktionär der Charlottenburger Wasser- und Industriewerke und Curt Goldschmidt jahrelang Aufsichtsratsvorsitzender dieses bis dahin privaten Berliner Wasserversorgungsbetriebs. Das Bankhaus war 1931 zahlungsunfähig geworden, und Charlotte-Wasser hatte die im Privatbesitz von Goldschmidt befindlichen eigenen Aktien zur Sicherung von Forderungen an die Bank zurückgekauft. 1932 trat Goldschmidt aus dem Aufsichtsrat von Charlotte-Wasser aus. Danach gehörte der Betrieb einem Bankenkonsortium. Die Stadt Berlin unter ihrem nationalsozialistischen Bürgermeister Julius Lippert versuchte 1933 Charlotte-Wasser unter ihren Einfluss zu bringen. 1933 zog ein Vertreter der Stadt in den Aufsichtsrat ein. Die Stadt erreichte, dass Charlotte-Wasser die Villa nach der Konfiszierung zugesprochen wurde. Nachdem Berlin die Charlottenburger Wasser- und Industriewerke 1939 erworben hatte, gab sie das Anwesen im gleichen Jahr an die Langemarckstiftung des Reichsstudentenwerks ab. Diese nutzte die Villa als Studentenwohnheim für die anderthalbjährige Vorbereitung „politisch einwandfreier“ und fachlich besonders begabter Angehöriger von Unter- und Mittelschicht (das Langemarck-Studium) auf ein Universitätsstudium.  Die Stiftung beantragte im Dezember 1939 den Bau eines separat stehenden Schlafhauses, das vom Dresdner Architekten Wilhelm Jost gebaut wurde.  Später erfolgte eine Nutzung durch den Reichsluftschutzbund.
Das Anwesen wurde nach 1945 nicht an die Familie Goldschmidt zurückerstattet, es fiel an das Grundstücksamt der Stadt Radebeul. Bereits im Juli 1945 fand in dem in „Haus der Kunst“ umbenannten Gebäude eine Ausstellung mit Grafiken, Gemälden und Plastiken von 22 Künstlern aus der Lößnitz statt. Der Leiter der Staatlichen Kunstsammlungen Dresden und Kunsthistoriker Wolfgang Balzer nutzte die Villa ab 1946 als Interimsquartier der Kunstsammlungen Dresden und veranstaltete dort in den Folgejahren eine Reihe hochkarätiger Ausstellungen aus dem Bestand der Gemäldegalerie Alte Meister sowie zum Dresdner Impressionismus. Im Park wie im Haus fanden Theateraufführungen, Konzerte und Vortragsabende statt, im Haus standen Arbeits- und Probenräume zur Verfügung.
Ende 1946 mietete der Freie Deutsche Gewerkschaftsbund (FDGB) einen Teil der Räume, 1950 übernahm er das gesamte Anwesen und machte es zum „Eigentum des Volkes“. Die dort eingerichtete Gewerkschaftsschule erhielt 1951 den Namen „M. Andersen Nexö“. 1955 erfolgten ein Umbau und die Erweiterung des Hauptgebäudes durch die Bauverwaltung des FDGB. 1990 wurde das Anwesen vom Deutschen Gewerkschaftsbund als Bildungszentrum übernommen.
Die Goldschmidtvilla ist heute im Privatbesitz; das 2005 sanierte Bauwerk wird seitdem als Wohngebäude genutzt.